# Break the Silence
Break the Silence er første single fra den danske sanger Thomas Rings første studiealbum, Wrong Side of the Daylight. Sangen udkom som download på iTunes den 8. februar 2011 og blev fremført live den 11. februar i første liveshow i 2011-udgaven af X Factor

## Hitliste
| Hitliste (2006)               | Højeste placering |
| ----------------------------- | ----------------- |
| Danmark (Track Top-40)        | 4                 |
| Danmark Airplay (Tracklisten) | 6                 |